# Valle Vigezzo
Das Vigezzotal (italienisch Valle Vigezzo oder Val Vigezzo, lombardisch Val Vigezz) ist das Tal des Flusses Melezzo Occidentale in der italienischen Provinz Verbano-Cusio-Ossola (VB), Region Piemont. Der Melezzo Orientale entspringt wenig nordöstlich des Melezzo Occidentale und fließt anfänglich parallel zu letzterem nach Süden. Im Hochtal von Santa Maria Maggiore wenden sich die beiden Gebirgsbäche in entgegengesetzte Richtungen. Der Melezzo Orientale fließt nach Osten in die Schweiz, wo sein Tal Centovalli und er selbst Melezza heißt. Die höchste Erhebung des Tales ist der 2466 m s.l.m. hohe Pizzo la Scheggia.
Im Valle Vigezzo liegt östlich von Santa Maria Maggiore (am Melezzo Orientale) der bekannte Wallfahrtsort Re.
Das Valle Vigezzo wird von der Società subalpina di imprese ferroviarie (SSIF) Vigezzina, die als Centovallibahn weiter bis nach Locarno fährt, durchfahren.
Aus dem Valle Vigezzo stammen zahlreiche Kaminfegerkinder, die im 19. und frühen 20. Jahrhundert vor allem in den Städten Norditaliens als Schornsteinfeger (it. spazzacamini) arbeiten mussten.